# Steel Force
Steel Force in Dorney Park & Wildwater Kingdom (Allentown, Pennsylvania, USA) ist eine Stahlachterbahn des Herstellers D. H. Morgan Manufacturing, die am 30. Mai 1997 eröffnet wurde. Sie wurde von Steve Okamoto konstruiert.
Die Länge beträgt 1706,9 m und sie ist somit die längste Achterbahn an der Ostküste. Außerdem besitzt sie eine 62,5 m hohe Abfahrt mit einer Geschwindigkeit von 120,7 km/h, wodurch über 2,5 g entstehen. Zusätzlich besitzt die Steel Force zwei Tunnel mit einer Länge von jeweils 36,6 m, sowie eine 510°-Helix. Nach der Blockbremse auf etwa Hälfte der Strecke folgen vier Hügel, die für Airtime auf dem Rückweg zur Station sorgen.
Zum Zeitpunkt ihrer Eröffnung galt sie als die höchste, längste und schnellste Achterbahn an der Ostküste. Den Rekord für die längste Bahn hält sie noch immer.
Das Logo von Steel Force war ursprünglich für die Achterbahn Mantis in Cedar Point gedacht, die ein Jahr vorher eröffnete. Mantis sollte ursprünglich Banshee genannt werden, wurde dann aber in Mantis umgeändert. Dadurch, dass das Logo nach der Namensänderung nicht mehr passend war, übernahm Dorney Park das Logo für Steel Force.

## Züge
Steel Force besitzt drei Züge mit jeweils sechs Wagen. In jedem Wagen können sechs Personen (drei Reihen à zwei Personen) Platz nehmen.